# Tetsuo Kudō
Tetsuo Kudō (工藤 哲生, Kudō Tetsuo, 1958-) est un astronome amateur japonais.

## Biographie
Il pratique en particulier l'astrophotographie et la recherche de comètes. Il a co-découvert avec Shigehisa Fujikawa la comète non périodique C/2002 X5 (Kudo-Fujikawa).

## Récompenses
En 2003, il a été l'un des lauréats du Prix Edgar-Wilson. Un astéroïde lui a été dédié, (110742) Tetuokudo.